# Vacca sacra
Vacca sacra è l'espressione occidentale con cui si fa riferimento ai bovini oggetto di zoolatria, in particolare in India. In lingua hindi l'animale è definito Gaumata (Madre Vacca, "La Mamma che Nutre"), essendo visto come una madre universale che dona a tutti, e non solo ai propri vitelli, il proprio latte. La razza della vacca indiana è zebù gir.
La vacca è venerata in numerose culture e religioni, tra cui l'induismo, lo zoroastrismo e culti del passato come quelli dell'Antico Egitto, dell'Antica Grecia e dell'Antica Roma.

## Origini
Il Mahābhārata racconta le origini di questa venerazione:

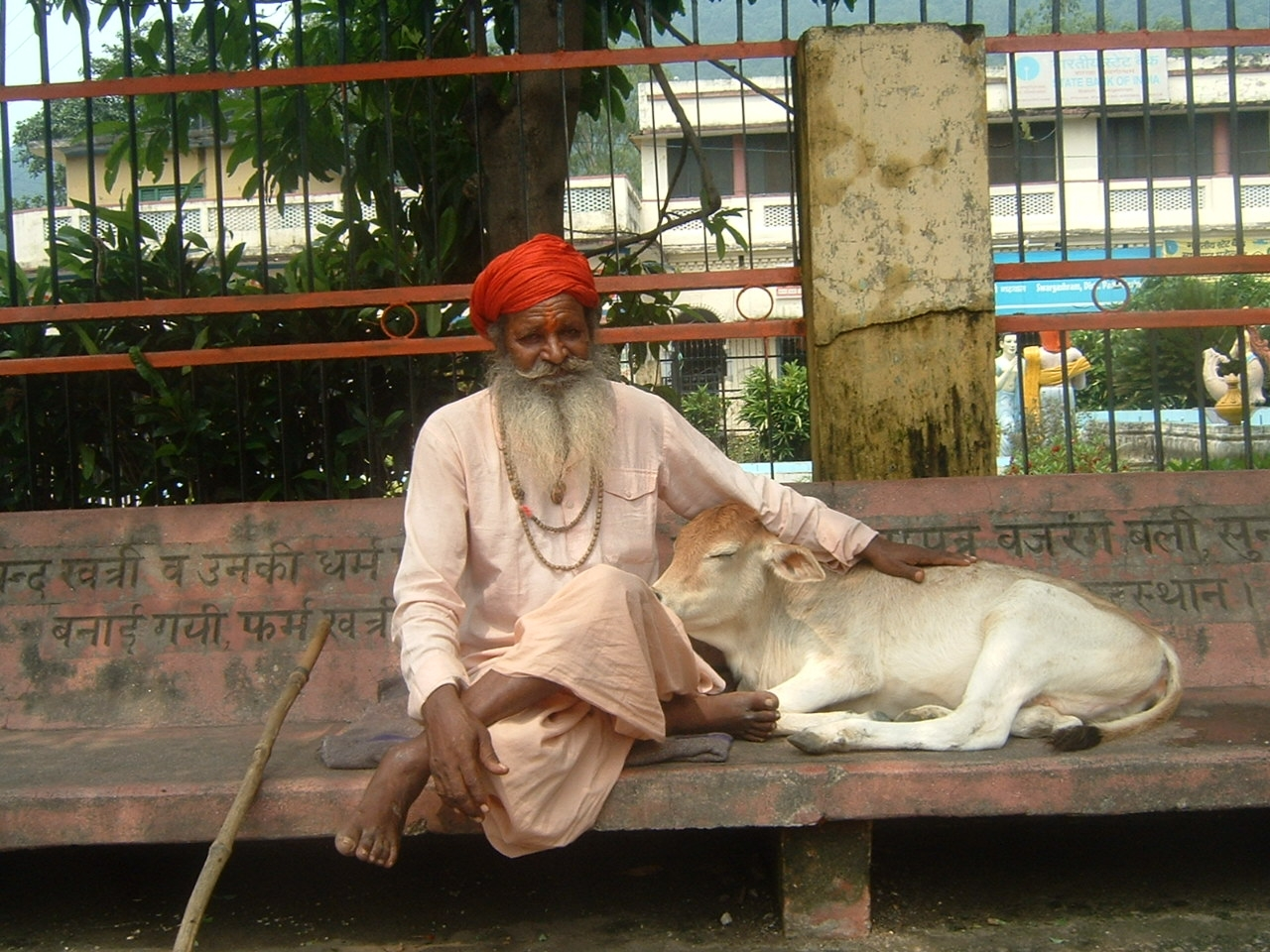
Un asceta indù accanto a un vitello

Un re di nome Vena era così malvagio che i saggi dovettero ucciderlo. Siccome era senza eredi, i saggi gli strizzarono il polso destro e nacque Prithu. Anni dopo ci fu una grande carestia e il re Prithu armato di arco e frecce costrinse la terra a nutrire il suo popolo. La terra prese le sembianze della vacca e lo implorò di risparmiarla, in cambio del latte con cui poteva sfamare tutto il suo popolo. E da allora la vacca si munge, ma non si uccide.

## Nel diritto indiano
L'art. 48 della Costituzione dell'India vieta la macellazione di vacche e vitelli. La macellazione, la vendita, il consumo e l'esportazione della loro carne è punibile con sanzioni o, nei casi più gravi (e negli stati più severi) con l'imprigionamento.

## Vacca sacra in India
In alcune regioni dell'India la vacca è sacra e non può essere uccisa; questo trattamento non è però riservato a bufali e tori, che non sono protetti dalla legge o dalla religione.
Il Kerala è una delle poche regioni indiane in cui la macellazione e la vendita della carne di mucca non sono proibite.
L'India produce una quantità di latte tre volte superiore alla Cina ed è considerata il più grande esportatore di carne bovina 
Esistono dei Gaushala preposti alla protezione delle vacche più bisognose. Alcuni di questi "ospizi" ospitano fino a ventimila capi, perlopiù vecchie mucche senza più latte - o malate.